# Haysi
Haysi é uma cidade  localizada no estado norte-americano de Virginia, no Condado de Dickenson.

## Demografia
Segundo o censo norte-americano de 2000, a sua população era de 186 habitantes.
Em 2006, foi estimada uma população de 180, um decréscimo de 6 (-3.2%).

## Geografia
De acordo com o United States Census Bureau tem uma área de
2,3 km², dos quais 2,3 km² cobertos por terra e 0,0 km² cobertos por água. Haysi localiza-se a aproximadamente 396 m acima do nível do mar.

## Localidades na vizinhança
O diagrama seguinte representa as localidades num raio de 20 km ao redor de Haysi.